# Dirección General de Financiación Internacional
La Dirección General de Financiación Internacional (DGFI) de España es el órgano directivo del Ministerio de Economía, Comercio y Empresa, adscrito a la Secretaría General del Tesoro y Financiación Internacional, responsable de las competencias del Departamento en todo lo relativo a financiación exterior y relaciones económicas internacionales.

## Historia

### El origen: financiación exterior
El origen de este órgano se encuentra en la Dirección General de Financiación Exterior que existió en el Ministerio de Hacienda entre 1961 y 1965. Este órgano fue creado en una época de «aperturismo» de la dictadura de Francisco Franco, y se le encomendaron los asuntos relacionados con la «participación del ahorro exterior en la financiación de inversiones en España». Finalmente, estas funciones se integraron en la Dirección General del Tesoro.

### Primera etapa en Economía
En el año 2000, restablecido el Ministerio de Economía y, ahora con competencias sobre el tesoro público y la financiación internacional, se crea la actual Dirección General de Financiación Internacional. Con competencias más detalladas, a la dirección general en esta etapa se le encomendaron las relaciones con los diferentes organismos internacionales de financiación e inversiones, así como competencias sobre negociación de deuda oficial y comercial. Para ejercer sus funciones, se estructuró mediante las subdirecciones generales de la Deuda Externa y Evaluación de Proyectos y de Instituciones Financieras Multilaterales. A partir del año 2004, con las mismas competencias, pasó a tener tres subdirecciones: del Sistema Financiero Internacional, de Instituciones Financieras Multilaterales y de Instituciones Financieras Europeas.
Con el cambio de Gobierno de 2011, el órgano se suprimió, repartiéndose sus funciones entre la Dirección General de Análisis Macroeconómico y Economía Internacional y la Secretaría General del Tesoro y Política Financiera.

### Segunda etapa en economía
A finales de 2023, también en Economía, se recuperó el órgano, asumiendo las competencias y órganos de la Secretaría General del Tesoro —de la que dependía— en relación con financiación exterior y relaciones económicas internacionales (en este ámbito, también alguna de la Dirección General de Análisis Macroeconómico). Para ello, se le adscribieron tres subdirecciones generales: de Asuntos Económicos y Financieros de la Unión Europea, de Bancos Multilaterales de Desarrollo, FMI y G20, y de Gestión de la Deuda Externa y la Financiación Internacional.

## Estructura
La Dirección General se estructura a través de los siguientes órganos directivos, a través de los cuales ejerce sus funciones:
- La Subdirección General de Asuntos Económicos y Financieros de la Unión Europea, a la que le corresponde ejercer la coordinación y la representación permanente del Reino de España en el Comité Económico y Financiero de la Unión Europea y el Grupo de Trabajo del Eurogrupo, así como en sus grupos de trabajo respectivos, participando en los trabajos del Consejo de Asuntos Económicos y Financieros de la Unión Europea (ECOFIN) y del Eurogrupo; y la coordinación y la representación permanente del Reino de España en los grupos de trabajo del Consejo encargados de la negociación, seguimiento y revisión de los elementos que conforman la gobernanza económica europea. Asimismo, ejerce la representación y coordinación de la política del Reino en el Grupo del Banco Europeo de Inversiones (BEI), así como en los fondos multidonantes gestionados o cogestionados por este Grupo, y en el Fondo Europeo de Estabilidad Financiera (FEEF) y el Mecanismo Europeo de Estabilidad (MEDE).
- La Subdirección General de Bancos Multilaterales de Desarrollo, FMI y G20, que asume la representación del Reino en el Grupo del Banco Mundial, en el Fondo Monetario Internacional, en el G20, en la OCDE y en aquellas instituciones financieras de ámbito europeo distintas del BEI, así como ante todos los bancos y fondos multilaterales gestionados por los mismos; la coordinación, negociación, tramitación y gestión de las contribuciones a todo tipo de fondos e instituciones financieras multilaterales, así como aquellas destinadas a la promoción de la participación de profesionales españoles en el personal de dichas instituciones; y la elaboración de convenios monetarios con terceros países, salvo aquellos relacionados con la gestión de la deuda que el Estado ostenta como acreedor, y los aspectos monetarios relacionados con la Unión Monetaria.
- La Subdirección General de Gestión de la Deuda Externa y la Financiación Internacional, a la que le corresponde elaborar y coordinar la posición nacional en relación con la financiación externa de la Unión Europea y la participación en los comités de los instrumentos financieros de la Comisión Europea en ese ámbito y en los fondos multidonantes relacionados. Asimismo, tiene encomendada la definición de la posición del Reino respecto a la deuda externa que el Estado ostenta como acreedor, así como la negociación, reestructuración, conversión y gestión, bilateral y multilateral, de la misma y la representación del Reino de España en el Club de París; y el análisis y valoración de las condiciones financieras y garantías del seguro de crédito a la exportación por cuenta del Estado y de la financiación reembolsable otorgada por el Reino de España.

## Directores generales
- Luis Sáez de Ibarra y Sáez de Urabaín (1961-1962)[9]
- José Miguel Ruiz Morales (1962-1965)[10]
- Gonzalo Ramos Puig (2000-2003)[11]
- Ramón Guzmán Zapater (2003-2006)[12]
- Isabel Riaño Ibáñez (2006-2008)[13]
- María Jesús Fernández García (2008-2010)[14]
- Gonzalo García Andrés (2010-2011)[15]
- Inés Carpio San Román (2024-presente)[16]